# Nośniki ładunku

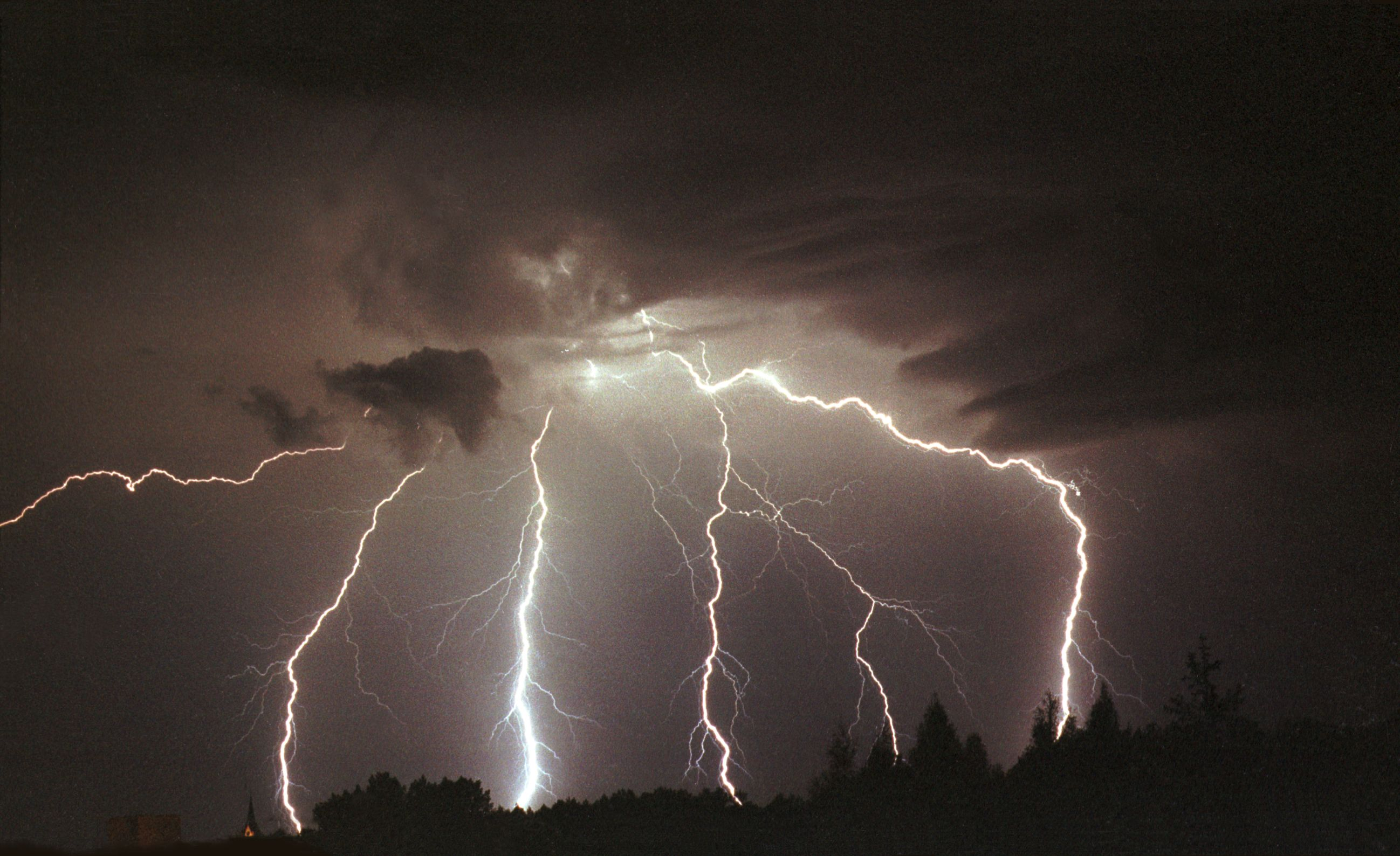
Przykładem prądu elektrycznego przewodzonego przez powietrze jest piorun

Nośnik ładunku – obiekt przenoszący ładunek elektryczny podczas przepływu prądu. Rodzaj nośnika ładunku zależy od budowy materiału, w którym zachodzi transport ładunku.
W metalach nośnikami ładunku są elektrony. W półprzewodnikach są to również elektrony, a gdy przewodnictwo zachodzi w paśmie walencyjnym, stosuje się opis przewodnictwa za pomocą pojęcia „dziura elektronowa”. W elektrolitach, na przykład w roztworach soli dysocjujących, są to jony. Dla materiałów w stanie nadprzewodzącym nośnikami ładunku są tak zwane pary Coopera.